# Argia bicellulata
Argia bicellulata är en trollsländeart som först beskrevs av Philip Powell Calvert 1909.  Argia bicellulata ingår i släktet Argia och familjen dammflicksländor. IUCN kategoriserar arten globalt som otillräckligt studerad. Inga underarter finns listade i Catalogue of Life.